# Kartuzijanski samostan Bistra
Kartuzijanski samostan Bistra ali Kartuzija Bistra, latinsko Domus Vallis jocosae, je bila ustanovljena kot tretja kartuzija na Slovenskem. Ustanovil jo je leta 1255 Bernard Spanheimski skupaj s svojim sinom Ulrikom III. Spanheimskim, takratnim koroškim vojvodo. Stoji na jugozahodnem robu Ljubljanskega barja, v občini Vrhnika. Danes se v stavbi nahaja Tehniški muzej Slovenije.
To je bila prva kartuzija na Kranjskem in poleg Žičke kartuzije, Kartuzije Jurklošter ter Kartuzije Pleterje ena izmed štirih kartuzij na Slovenskem. Sprva se je imenovala »Vesela dolina« (Vallis iocosa) oziroma po nemško tudi Freudental, nato po bližnji Borovnici, šele konec 15. stoletja pa se je pojavilo ime Bistra. Leta 1260 je samostan dobil ustanovno listino, ki jo je izdal Bernardov sin Ulrik III.
Papež Aleksander IV. je predhodno (leta 1257) že dodelil samostanu dva papeška privilegija, s katerima je zagotovil njegovo nemoteno delovanje. Poznejši papeži in posvetni vladarji so samostanu nato primarno potrjevali stare pravice oziroma jim dodeljevali nove ali pa jim dodeljevali še posestva. Eden pomembnejših privilegijev je bila oprostitev mitnine na življenjske potrebščine. Zaradi tega se je Bistra zelo širila in tako je začela odkupovati tudi tuja posestva, med drugim tudi od Žičke kartuzije. Prva polovica 14. stoletja predstavlja višek delovanja samostana. Tako je tudi uspevalo predvsem delovanje samostanske knjižnice, kjer so ustvarjali številne prepise in izvorna dela. V letih 1364 in 1382 sta samostan prizadela dva večja požara, s čimer se je pričelo njegovo počasno propadanje.
Samostanska posest je obsegala ozemlja na, po tedanji upravni razdelitvi, borovniškem in kamniškem območju, v 14. stoletju pa ji je bila pridružena še Župnija v Cerknici. Prvo večje krizno obdobje je bilo v času priorovanja Primoža Jobsta, ko so samostanu večkrat zagrozili z zaprtjem. Drugo večje gospodarsko-kulturno obdobje samostana je bilo konec 17. in v začetku 18. stoletja, ko je imel tudi večje število redovnikov (24), ki so tako ustvarjali pod varstvom takratnega deželnega kneza in cesarja. Leta 1670 je zgradbo prizadel močan potres, leta 1773 pa požar, po vsaki katastrofi so poslopje ponovno pozidali. Konec kartuzije je predstavljal 29. januar 1782, ko je cesar Jožef II. izdal odlok o razpustitvi samostana. Redovniki so prejeli odpravnino in pokojnino, posestvo pa je bilo deloma zaplenjeno, deloma prodano in deloma predano Cerkvi. Premoženje je leta 1826 kupil tovarnar Francu Galle, ki je dal poslopju videz graščine in odstranil še zadnje sestavine kartuzije. Na mestu, kjer se danes dvorišče odpira proti parku, je do leta 1808 stalo pokopališče in samostanska cerkev, zgrajena konec 13. stoletja. Lastništvo posestva se je po Francovi smrti preneslo na njegove dediče, ki so do leta 1945 živeli v graščini. Po drugi svetovni vojni je bilo posestvo nacionalizirano, od leta 1951 pa se v zgradbi nahaja Tehniški muzej Slovenije.

## Galerija
- Poslopje s pogledom na Ljubljansko barje
- Grajski park, kjer je nekoč stala samostanska cerkev
- Kartuzija Bistra, današnji Tehniški muzej Slovenije
- Detajl dvorca s fresko
- Stolp dvorca
- Izvir Ljubljanice pri gradu Bistra